# Бажанівка (Сяноцький повіт)
Бажанівка (пол. Bażanówka) — село в Польщі, у гміні Заршин Сяноцького повіту Підкарпатського воєводства. Розташоване в середньому Бескиді. Населення — 816 осіб (2011).

## Географія
Розташоване на державній дорозі № 28, у мальовничій долині річки Пельниця, за 3 км на південний схід від міста Заршин, за 11 км на захід від міста Сянок та за 52 км на південь від міста Ряшів.

## Історія
Село знаходилось у смузі лемківських сіл на межі з Малопольщею і тому піддавалось латинізації та полонізації. З 1772 до 1918 року село входило до складу Сяніцького повіту Королівства Галичини та Володимирії монархії Габсбургів (з 1867 року Австро-Угорщини).
У 1886 р. в селі було 173 будинки і 828 мешканців на 298 га.
У міжвоєнний час село входило до Сяніцького повіту Львівського воєводства.
Грекокатолики села належали до парафії Новосільці (з 1930 р. — Буківського деканату), метричні книги велися з 1784 р.
У 1975-1998 роках село належало до Кросненського воєводства.

## Демографія
Демографічна структура станом на 31 березня 2011 року:
|          | Загалом | Допрацездатний вік | Працездатний вік | Постпрацездатний вік |
| -------- | ------- | ------------------ | ---------------- | -------------------- |
| Чоловіки | 404     | 93                 | 270              | 41                   |
| Жінки    | 412     | 82                 | 236              | 94                   |
| Разом    | 816     | 175                | 506              | 135                  |